# Беняконский сельсовет
Беняконский сельсовет — административная единица на территории Вороновского района Гродненской области Республики Беларусь. Административный центр — агрогородок Бенякони.

## Состав
Беняконский сельсовет включает 30 населённых пунктов:
- Базыли — деревня.
- Бенякони — агрогородок.
- Белюнцы — деревня.
- Биржини — деревня.
- Больтиникели — деревня.
- Больтиники — агрогородок
- Посольч — деревня.
- Бражельцы — деревня.
- Варнакели — деревня.
- Визгирды — деревня.
- Войшни — деревня.
- Вороновка — деревня.
- Дайнова — деревня.
- Жиги — деревня.
- Забейги — деревня.
- Ёткишки — деревня.
- Кимели — деревня.
- Кованцы — деревня.
- Коди — хутор.
- Кужи — хутор.
- Литвица — деревня.
- Любарты — деревня.
- Милюнцы — деревня.
- Новосады — деревня.
- Подворишки — деревня.
- Ремезово — деревня.
- Ромути — деревня.
- Станиши — деревня.
- Теслюкишки — деревня.
- Тусуманцы — деревня.

## Таможенный пункт пропуска «Бенякони-1»
В деревне Бенякони находится пограничный переход Бенякони — Шальчининкай. Республиканский пункт таможенного оформления «Бенякони-1» расположен на автодороге М11, входящей в европейский маршрут Е-85 («Минск — Вильнюс — Клайпеда»).

## Культура
- Литературно-исторический музей ГУО "Беняконская средняя школа" в аг. Бенякони
- Музейная экспозиция "Сцежкамi кахання Адама Міцкевіча" филиала "Больтиникский культурно-туристический центр" в аг. Больтиники

## Достопримечательность
- Церковь Святого Иоанна Крестителя (1900—1906 гг.) в аг. Бенякони